# 蔡莫拳
蔡莫拳（さいばくけん）、中国拳法の一つ。「蔡莫派福佬拳」、「蔡莫派鶴佬拳」とも呼ばれていた。伝説では福建少林寺から伝えられた技術が源流であるとされており、現在は潮汕（広東省東部の汕頭市・潮州市付近）、海陸豊（広東省東部の海豊県・陸豊市付近）各地、および香港に伝えられている。
その特徴は他の南拳と同様「以形為拳、以意為神、以気摧力、貫穿発勁、歩法穏固、拳勢激烈」である。 動きは蔡李佛家拳や洪家拳に比べて小さく緊密である。 発力時の要求は手、身、腰、腿の勁力を一つに纏めることである。手法は非常に豊富であり、接近短打を主とする。 馬歩を多用し、弓歩や虚歩は使用しない。 馬歩には「頭門馬、二門馬、三角馬、四平馬、斜身戦馬」などがある。橋手の鍛錬を重視し、相手に密着した状態で攻防を展開する。 橋手には「鞭橋、抽橋、圧橋、削橋」などがある。
防御と攻撃は常に一体であり、曲線、螺旋を描く動きで相手を制していく。その様子は「以耳代目」、「感覚招式」と表現され、単手対単手、更に双手対双手に於いても粘りつくような橋手の変化が重視される。 
代表的な技法として、削手鞭橋、滾手撞拳、綑手抛拳、三弦手、花迷手、近身迫打、水上飄蛇、鳳陽標指、風吹楊柳、内外連環手などがある。 また、六合単刀、少林陰陽弾箭棍も有名である。
最高技術として「速勁」と蔡莫拳独特の「食力」がある。「速勁」は丹田から発生させる内勁であり、相手の身体に対し短距離から爆薬が炸裂するように作用する。「食力」は相手の力を吸収してしまう技術である。
蔡莫拳から派生した拳種に、黄陽民が編纂した穿燈拳がある。

## 蔡莫拳の套路
蔡莫拳の套路。以下に記す套路の名称は香港に伝承されてから広東語に改められたものであり、本来の潮州語の名称ではない。
初級套路
車打、車輪手、車斬滾、内車手、軟車手、車鞭手、車輪標指。
中級套路
挿打、猴打、四尖、六尖、七歩反、斜身戦馬。
高級套路
工字鞭橋、鞭橋、風雷手、調勁手、花迷手、虎鷹双形、老虎伸腰。
武器
陰陽弾箭棍、青龍棍（短棍）、半斜月棍、六合雙鐧、六合雙刀。

## 蔡莫拳の技術
法度
呑、吐、浮、沈、剛、柔、陰、陽
手法
提、圏、梳、托、冚、綑、挿、標、粘、圧、帯、送、滾、撥、擒、漏。
掌法
昭陽、風車、陰陽、六合、奔雷。
脚法
撑鶏、勾踩、虎尾、提弾、横直撑、連環鉸剪、鴛鴦盤螺、鯉魚擺尾。
腿法
撩陰、穿心、掃堂、陰陽鎖子腿。
歩法
蛇行鼠歩、跳澗、梅花、磨心、羊尾、迷踪。
馬法
頭門、二門、三角、四平、斜身戦馬、鉗陽馬。
力度
回力、螺絲、跟、卸力、借力、食力。

## 歴史
創始者は「三脚虎」と称された劉仕忠(1897-1974)。彼は抗日戦争中に左手首を事故で失ったが、武術家としての高い実力を持っていたため「潮州三脚虎」と呼ばれた。
幼少から武術を好み、南派少林拳の洪、劉、蔡、李、莫の五大派に精通したがそれに満足せず、更に朱、范、鍾、太極、六合などを研究した。その後1925年、28歳の時に江西省武林奇人と称された張文永に師事した。
張文永から少林内家心法及び各種実戦技法を伝授され、独特の技法と風格をそなえた「三脚虎派」を完成させたのである。現在でも劉仕忠の出身地では「蔡莫拳」ではなく「三脚虎派」と称されている。蔡莫拳の名称に変更したのは、香港に伝承された後である。
二代目伝人はその息子の劉遠成(1929-1999)。彼の門人には劉標、向華民、向華強（チャールズ・ヒョン）、江旺、呂堂がいる。
三代目伝人は劉標(1945-)。 広東汕尾海豊人。幼少より武術を好み、1962年に香港に移住、1966年に劉仕忠の弟子である黄岱に師事する。黄岱が1972年に逝去したのちは劉遠成に師事し蔡莫拳を修める。劉標は1977年から香港の九龍城にて正式に武館を開き、1978年には高弟の黄志強が台湾で行われた「第二屆世界播台錦標大賽」に出場し亞軍を獲得した。